# Harout Sassounian
Harout Sassounian (arménien : Յարութ Սասունեան), né en 1950 à Alep, est un écrivain, éditorialiste et militant arméno-américain. Il dirige le journal communautaire The California Courier, dans lequel il publie un éditorial.

## Biographie
Harout Sassounian naît en 1950 à Alep.
Il obtient un master en international affairs à l'Université Columbia puis un MBA à l'Université Pepperdine.
Entre 1978 et 1982, il travaille au sein du département de marketing international genevois de l'entreprise Procter & Gamble.
Il a été président de l'United Armenian Fund et vice-président de la Lincy Foundation fondée par l'homme d'affaires Kirk Kerkorian. En 1983, il reprend le journal de la communauté arménienne de Californie The California Courier. Il travaille également pour le Ministère arménien de la diaspora et est l'un des membres du comité dirigeant de l'ANCA (Armenian National Committee of America).
En 2007, il réclame la démission de Madeleine Albright et de William Cohen de la « Genocide Prevention Task Force » du fait de leur opposition à la reconnaissance du génocide arménien par les États-Unis.

## Récompenses
- 2008 : Ellis Island Medal of Honor
- 2009 : Legacy Award par l'ANCA (Armenian National Committee of America)[2]
- 2016 : Prix du Stylo d'or par l'Union des journalistes d'Arménie[4]

## Publications
- (en) The Armenian Genocide : The World Speaks Out 1915-2015 - Documents & Declarations, Armenian Genocide Commemoration Committee of California, 2005, 114 p. (ISBN 978-0964343269)